# Mehmed Esad Yesari
Mehmed Esad était un maître de la calligraphie ottomane. Il est connu pour sa contribution au développement du script nastaliq. Il travailla à la cour de Moustapha III et est considéré comme le plus important calligraphe ottoman de son époque.

## Biographie
Mehmed Esad était paralysé du côté droit et fut connu par le surnom de Yesari, gaucher. Après avoir été formé par Dedezade Mehmed Efendi, il devint calligraphe à la cour de Moustapha III. Son fils, Mustafa Izzet Yesarizade, était aussi un calligraphe, qui contribuât au script nastaliq.

## Postérité
La tombe de Mehmet II et la mosquée de Beylerbeyi contiennent des inscriptions monumentales de Mehmed Esad en nastaliq de la plus grande qualité.